# Jossymar Gómez
Jossymar Andrés Gómez Pereira (Santa Marta, Magdalena, Colombia; 13 de agosto de 1987) es un futbolista colombiano. Juega en la posición de volante mixto. Actualmente se encuentra sin equipo.

## Trayectoria
Inició su carrera siendo descubierto por Hermenegildo Segrera quien lo formó y lo llevó al Barranquilla FC, en donde cosechó buenos resultados que le sirvieron para ser fichado por el Junior en donde ha pasado por todas las divisiones. Jossimar logró marcar su primer gol como profesional en un partido del Torneo Apertura 2010 en donde Junior venció 2 a 1 al Quindío en el Estadio Centenario de Armenia, tras asistencia de Giovanni Hernández Jossimar disparó desde casi unos 29 metros para vencer al arquero local, este gol fue considerado como uno de los mejores de la fecha; ha sido la gran revelación del 2010 pues se ganó la titularidad con gran esfuerzo y dedicación, ganándole la sana competencia a su compañero Alexander Jaramillo, obtuvo su mayor logro en el Torneo Apertura 2010 al proclamarse campeón con Junior jugando 18 partidos en el semestre.
El 17 de febrero de 2011 hace su debut internacional en la Copa Libertadores 2011 ante el conjunto peruano León de Huánuco el cual es superado 1-2 por el conjunto barranquillero.
Jossymar logró con el club Atlético Junior fue 2 veces CAMPEÓN con el Junior y 1 título de copa.
El "Canterano" es parte importante de la historia de Atlético Junior.
Se vinculó al Club Deportivo La Equidad para el 2016.

## Clubes
| Club                 | País     | Año           |
| -------------------- | -------- | ------------- |
| Junior               | Colombia | 2006          |
| Barranquilla F. C.   | Colombia | 2007 - 2009   |
| Junior               | Colombia | 2010 - 2015   |
| La Equidad           | Colombia | 2016          |
| Atlético Bucaramanga | Colombia | 2017          |
| Boyacá Chicó         | Colombia | 2018-2019     |
| Unión Magdalena      | Colombia | 2020-presente |

## Estadísticas en Junior
| Club              | Div.       | Temporada  | Liga  | Liga  | Copa Nacional | Copa Nacional | Copa Internacional | Copa Internacional | Total | Total |
| Club              | Div.       | Temporada  | Part. | Goles | Part.         | Goles         | Part.              | Goles              | Part. | Goles |
| ----------------- | ---------- | ---------- | ----- | ----- | ------------- | ------------- | ------------------ | ------------------ | ----- | ----- |
| Junior · Colombia | 1.ª        | 2006       | 7     | 0     | —             | —             | —                  | —                  | 7     | 0     |
| Junior · Colombia | 1.ª        | 2010       | 30    | 1     | 12            | 0             | —                  | —                  | 42    | 1     |
| Junior · Colombia | 1.ª        | 2011       | 24    | 1     | 9             | 0             | 7                  | 1                  | 40    | 2     |
| Junior · Colombia | 1.ª        | 2012       | 19    | 0     | 2             | 0             | 2                  | 0                  | 23    | 0     |
| Junior · Colombia | 1.ª        | 2013       | 30    | 0     | 3             | 0             | —                  | —                  | 33    | 0     |
| Junior · Colombia | 1.ª        | 2014       | 28    | 1     | 9             | 0             | —                  | —                  | 37    | 1     |
| Junior · Colombia | 1.ª        | 2015       | 8     | 0     | 8             | 0             | 0                  | 0                  | 16    | 0     |
| Total club        | Total club | Total club | 146   | 3     | 43            | 0             | 9                  | 1                  | 198   | 4     |

## Palmarés

### Campeonatos nacionales
| Título              | Club   | País     | Año  |
| ------------------- | ------ | -------- | ---- |
| Torneo Apertura     | Junior | Colombia | 2010 |
| Torneo Finalización | Junior | Colombia | 2011 |
| Copa Colombia       | Junior | Colombia | 2015 |